# Tokomer
Tokomer   ali Tihomir   (romunsko Thocomer) je bil prvi neodvisni vojvoda Vlaške, ki je vladal približno od leta 1290 do 1310, * ni znano, † ni znano.
Več romunskih zgodovinarjev, med njimi Vlad Georgescu in Marcel Popa, je prepričanih, da je bil vojvoda Vlaške in naslednik Bărbata, ki je vladal okrog leta 1278.  Drugi, med njimi Tudor Sălăgean, ga imajo za  lokalnega mogotca, katerega statusa se ne da določiti.
Tokomerjevo ime je znano samo iz diplome ogrskega kralja Karla I., izdane 26. novembra 1332, ki se nanaša na »krivoverskega Basaraba, sina Tokomerja«.

## Ime
Madžarski turkolog László Rásonyi Tokomerjevo ime izpeljuje iz kumanskega ali tatarskega imena Toq-tämir, ki pomeni kaljeno jeklo. Hkrati omenja Džingiskanovega potomca, kneza Toktomerja, za katerega ruski letopisi za leto  1295 pišejo, da prebiva na Krimu.  István Vásáry trdi, da tudi v primeru, če je bilo očetovo ime Basarab resnično turško, ni mogel biti povezan s krimskim princem, ker so bili Džingiskanovi potomci tako pomembni, da nobenega niso niti nameravali niti želeli skriti.